# Wiatskije Polany
Wiatskije Polany (ros. Вятские Поляны) – miasto w europejskiej części Rosji, w obwodzie kirowskim, nad rzeką Wiatką. W 2021 roku liczyło 29 742 mieszkańców.

## Przemysł
W 1941 roku, po ataku Niemiec na ZSRR, w Wiatskich Polanach umieszczono ewakuowane z Zagorska zakłady zbrojeniowe i przemysłu maszynowego, tworząc Wiatsko-Polański Zakład Budowy Maszyn (WPMZ) "Mołot". Zajmowały się głównie produkcją broni strzeleckiej, a także produkcją na rynek cywilny, m.in. od 1957 roku produkowały skutery Wiatka.